# Pożar w Poznaniu (1569)
Pożar Poznania – pożar, który wybuchł 27 kwietnia 1569 i zniszczył dużą część Chwaliszewa, Grobli i Piasków – ówczesnych przedmieść Poznania. 
Pożar wybuchł po długotrwałej suszy, na krótko przed godz. 4 w jednym z domów chwaliszewskich, zlokalizowanych bezpośrednio nad Wartą. Pożar objął w ciągu zaledwie pół godziny dużą część drewnianych zabudowań Chwaliszewa, stojących w czterech rzędach. Sprzyjające klęsce warunki atmosferyczne (wiatr) przeniosły błyskawicznie ogień na sąsiednią Groblę, gdzie spłonęły dwa rzędy zabudowań mieszkalnych, a także liczne chlewy i stajnie. Tempo rozprzestrzeniania ognia było tak duże, iż w większości przypadków nie udało się nawet powynosić z domów dobytku ich mieszkańców. Na ratunek Chwaliszewu i Grobli pospieszyli mieszkańcy Poznania, a w tym czasie ogień ominął łukiem Garbary i przeniósł się na Piaski, gdzie strawił kilkadziesiąt domów. Sprawna akcja gaśnicza zapobiegła przeniesieniu się żywiołu na Garbary. Rankiem ogień dotarł pod kościół Bożego Ciała i strawił karmelickie – piekarnię i browar (udało się uratować papiernię). Pożar został ugaszony z pomocą obfitego deszczu, który spadł około godziny 8. Podczas klęski zginęło kilka osób. Spaliło się też wiele sztuk koni i bydła.
Łącznie spłonęło:
- na Chwaliszewie — 126 domów oraz archiwum chwaliszewskiego bractwa krawieckiego[3]
- na Grobli — 55 domów
- na Piaskach — 74 domy

Ogółem spłonęło 255 domów. Nigdy nie wykryto ani sprawców, ani przyczyny tego pożaru.